# William Wordsworth
William Wordsworth (Cockermouth, 7 april 1770 – Rydal (Westmorland), 23 april 1850) was een Engels romantisch dichter.

## Levensloop
Hij verloor op jeugdige leeftijd zijn ouders en groeide op in het ruige landschap van het merengebied (Lake District) in het noordwesten van Engeland. Na een studie aan de het St John's College van de Universiteit van Cambridge, trok hij naar Frankrijk. Hier werd hij een fervent aanhanger van de Franse Revolutie en hij werd hopeloos verliefd op Annette Vallon. Uit deze relatie werd in 1792 hun dochter Caroline geboren. Wegens geldgebrek vertrok hij weer naar Engeland, maar hij bleef Annette Vallon en zijn dochter financieel zo goed mogelijk ondersteunen. Ook een rol speelde het feit dat de Franse Revolutie was ontaard in een bloedbad. Wordsworth raakte in een langdurige crisis van schuld en berouw en in een zoektocht naar zijn eigen identiteit als mens en als dichter. Zijn zus Dorothy stond echter volop achter hem en steunde hem waar zij kon. Zijn hechte vriendschap met collega-dichter Samuel Taylor Coleridge hielp hem er weer bovenop.
De vriendschap tussen Wordsworth en Coleridge leidde tot een gezamenlijk werk: Lyrical Ballads, dat in 1798 werd gepubliceerd. Deze publicatie wordt in Engeland gezien als het begin van het (korte, maar invloedrijke) tijdperk van de Romantiek. Deze beweging was een reactie op het voorafgaande classicisme, dat zich ontwikkeld had tot een starre en strenge manier van schrijven, gebonden aan vele beperkende regels, en een verheven en formeel dichterlijk taalgebruik. In de Romantiek werden de rigide opvattingen losgelaten en was er sprake van een veel natuurlijker en alledaagser taalgebruik. De publicatie van 'Lyrical Ballads' had op dit gebied een grote invloed. In zijn beroemde Voorwoord bij de editie van 1800 manifesteert de Romantische beweging zich duidelijk: de essentie van poëzie is het beschrijven van eigen gevoelens, waarbij kunstmatige regels worden losgelaten en de natuur een centrale plaats inneemt.
Met name dit laatste element speelt een steeds voornamere rol in het werk van Wordsworth. Zijn eigen ervaringen in zijn jeugd in het Lake District, waar hij ook later met zijn zus Dorothy weer ging wonen in het huis Dove Cottage in Grasmere, komen alom in zijn werk voor.
In 1802 reisde hij met Dorothy naar Frankrijk om Annette en Caroline te bezoeken. Een weerslag hiervan is te vinden in het gedicht It is a beauteous evening, calm and free, verschenen in Poems in Two Volumes (1807). Later in dat jaar trouwde hij een jeugdvriendin, Mary Hutchinson. Dorothy was hier in eerste instantie niet voor, maar raakte later wel met haar op goede voet. Het echtpaar kreeg vijf kinderen. Diverse zaken overschaduwden zijn geluk: een dierbare broer verdronk en twee van zijn kinderen stierven, waardoor hij ook zijn eigen dood ging vrezen. Zijn inspiratie nam hierdoor af, wat nog erger werd door een ruzie met Coleridge, die bijna leidde tot een definitieve breuk. Hoewel hij inmiddels succesvol en gerespecteerd was, werd hij een in wezen ongelukkig en somber mens.
William Wordsworth stierf in Rydal Mount in 1850 en werd begraven in de kerk van St Oswald in Grasmere. Mary gaf al enkele maanden na zijn dood zijn lange autobiografische gedicht The Prelude uit.
Wordsworth en Coleridge staan, samen met Robert Southey (die in 1813 Poet Laureate -hofdichter- werd), wel bekend als de 'Lake Poets' (dichters uit het Lake District). Wordsworth volgde Southey in die functie op in 1843.

## De wandelende dichter
Wordsworth werd ook bekend als een van de wandelende dichters in de Brite Romantiek. Hij maakte graag lange wandelingen. In 1790, toen hij student was in Cambridge, ondernam hij een wandeltocht door Zwitserland en Frankrijk. Teruggekeerd in Engeland werden zijn wandelingen dagelijks weerkerende gebeurtenissen, meestal vergezeld door zijn zus Dorothy. Wordsworth droeg altijd een tas bij zich, met zijn schrijfgerei: een dagboek, potlood, jas, boek en proviand. Vele van zijn wandelingen leverden inspiratie voor zijn gedichten.